# Holophaea caerulea
Holophaea caerulea là một loài bướm đêm thuộc phân họ Arctiinae, họ Erebidae.